# Karl-Erik Andersson
Karl-Erik Andersson (født 16. januar 1927, død 16. august 2005) var en svensk fodboldspiller (forsvarer).
På klubplan tilbragte Andersson hele sin karriere, fra 1943 til 1957, hos Djurgårdens IF i sin fødeby Stockholm. Han vandt i 1955 det svenske mesterskab med klubben.
Andersson spillede desuden 11 kampe for Sveriges landshold. Han repræsenterede sit land ved OL 1952 i Helsinki, hvor svenskerne vandt bronze.

## Titler
Allsvenskan
- 1955 med Djurgårdens IF